# Emigdio Ruiz
Emigdio Ruiz är en ort i Mexiko.   Den ligger i kommunen Ahome och delstaten Sinaloa, i den västra delen av landet, 1 300 km nordväst om huvudstaden Mexico City. Emigdio Ruiz ligger 40 meter över havet och antalet invånare är 531.
Terrängen runt Emigdio Ruiz är platt. Runt Emigdio Ruiz är det ganska tätbefolkat, med 70 invånare per kvadratkilometer. Närmaste större samhälle är Poblado Número Cinco, 17,7 km söder om Emigdio Ruiz. Trakten runt Emigdio Ruiz består till största delen av jordbruksmark.